# Chatonnay
Ne doit pas être confondu avec Châtonnay.
Chatonnay est une ancienne commune française située dans le département du Jura en région Bourgogne-Franche-Comté.
Le 1er janvier 2017, elle fusionne avec Légna, Fétigny et Savigna pour former la commune nouvelle de Valzin en Petite Montagne.

## Géographie

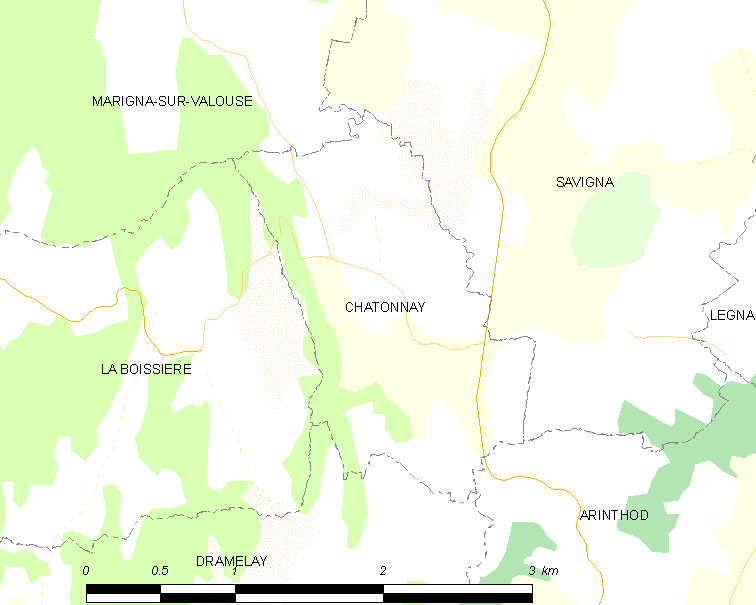

Chatonnay est située au confluent de la Valouse, du Valouson, du Valzin et du Dard. Le territoire est naturellement délimité à l’ouest par une barre rocheuse qui forme au sud une reculée et des falaises d’où chute le Dard, en une cascade appelée « Quinquenouille ».
« Le village est agréablement situé … sur un plateau qui domine la Valouse coulant à matin. De gros tilleuls séculaires embellissent encore ce site charmant », écrivait au XIXe siècle Bernard Gaspard[réf. nécessaire].

## Histoire
Les plus anciens témoins archéologiques sont des tombeaux en tuf recouverts de laves, renfermant des squelettes de grande taille, et remontant à l'époque des grandes invasions burgondes (IVe ou au Ve siècles).
Les sources historiques sont muettes jusqu'en 1191 où l'on voit la terre de Chatonnay ayant été donnée par la famille de Dramelay de la lignée des comtes de Bourgogne, aux moines de l'abbaye de Gigny pour l'évangéliser et y former un prieuré rural. Le premier prieur ayant laissé son nom à la postérité fut Guillaume de Graye, damoiseau, en 1330.
Le prieur de Chatonnay était seigneur de la terre de ce nom, composée de Chatonnay, La Boissière, Dramelay-la-Ville, Soussonnes, Genod, Ugna et Savigna. Il avait la justice haute, moyenne et basse, dont il nommait les officiers. Néanmoins le seigneur d'Arinthod soutint plusieurs fois être seul haut justicier à Chatonnay, mais ses prétentions furent toujours repoussées. Les habitants devaient pourtant contribuer aux fortifications du château d’Arinthod, et s’y retirer en cas d’éminent péril. Ils étaient soumis à la mainmorte réelle et personnelle, à la taille (impôt), aux corvées, à la banalité du four et des moulins, à des cens (droit seigneurial)|cens en argent et en grains, aux droits de lods, de retenue et en un mot à tous ceux inhérents à la haute justice. Ils furent condamnés à l'amende en 1404 pour s'être permis d'élire des procureurs et des échevins sans le consentement du prieur. Il paraît qu'une amende de 3 sols suffisait alors pour étouffer une révolution communale. Une usine à fouler le drap et les moulins banaux accensés en 1444 furent vendus en 1588. Le signe patibulaire était dans la contrée dite « aux fourches ». La prévôté fut inféodée à une famille noble qui prit le nom de ce village.
Le dernier prieur s'étant démis de ce bénéfice en 1765, moyennant une pension viagère, ce prieuré fut sécularisé et uni à la mense de Gigny, il fut loué 1000 F en 1780. La maison prieurale, qui était située au-devant de l'église, a été démolie pour cause de vétusté au XVIIIe siècle. Il n'en reste que le puits.
La commune était autrefois desservie par les chemins de fer vicinaux du Jura.

## Politique et administration
| Période   | Période       | Identité      | Étiquette | Qualité |
| --------- | ------------- | ------------- | --------- | ------- |
| mars 2001 | décembre 2016 | Thierry Comte | UDI       | Cadre   |

## Démographie
L'évolution du nombre d'habitants est connue à travers les recensements de la population effectués dans la commune depuis 1793. À partir du 1er janvier 2009, les populations légales des communes sont publiées annuellement dans le cadre d'un recensement qui repose désormais sur une collecte d'information annuelle, concernant successivement tous les territoires communaux au cours d'une période de cinq ans. 
Pour les communes de moins de 10 000 habitants, une enquête de recensement portant sur toute la population est réalisée tous les cinq ans, les populations légales des années intermédiaires étant quant à elles estimées par interpolation ou extrapolation. Pour la commune, le premier recensement exhaustif entrant dans le cadre du nouveau dispositif a été réalisé en 2006,.
En 2014, la commune comptait 65 habitants, en évolution de +3,17 % par rapport à 2009 (Jura : −0,23 %, France hors Mayotte : +2,49 %).
| 1793 | 1800 | 1806 | 1821 | 1831 | 1836 | 1841 | 1846 | 1851 |
| ---- | ---- | ---- | ---- | ---- | ---- | ---- | ---- | ---- |
| 172  | 171  | 183  | 206  | 202  | 197  | 191  | 180  | 163  |

| 1856 | 1861 | 1866 | 1872 | 1876 | 1881 | 1886 | 1891 | 1896 |
| ---- | ---- | ---- | ---- | ---- | ---- | ---- | ---- | ---- |
| 157  | 166  | 154  | 134  | 138  | 118  | 125  | 109  | 117  |

| 1901 | 1906 | 1911 | 1921 | 1926 | 1931 | 1936 | 1946 | 1954 |
| ---- | ---- | ---- | ---- | ---- | ---- | ---- | ---- | ---- |
| 110  | 114  | 102  | 88   | 77   | 77   | 74   | 79   | 70   |

| 1962 | 1968 | 1975 | 1982 | 1990 | 1999 | 2006 | 2011 | 2014 |
| ---- | ---- | ---- | ---- | ---- | ---- | ---- | ---- | ---- |
| 53   | 39   | 43   | 54   | 54   | 47   | 58   | 62   | 65   |

## Lieux et monuments
- Église Saint-Maurice (XIIe-XVIIIe s), inscrite au titre des monuments historiques depuis 1935[6] ;
- croix de chemin ;
- pont de la pie du Dard ;
- cascade de la Quinquenouille, d'une trentaine de mètres de hauteur et dont le nom proviendrait des stalagmites en forme de quenouille[7].

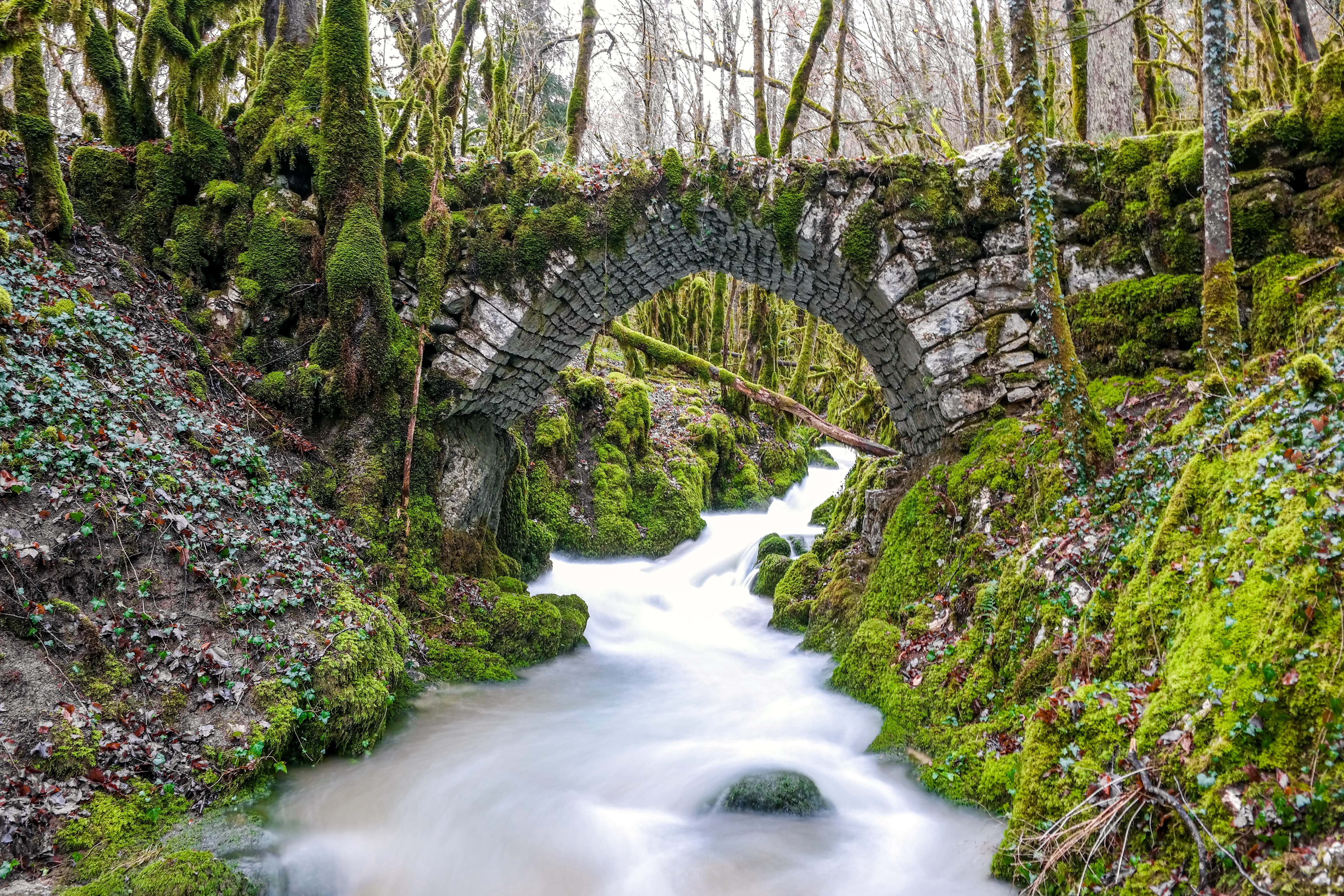
Pont de la Pie du Dard
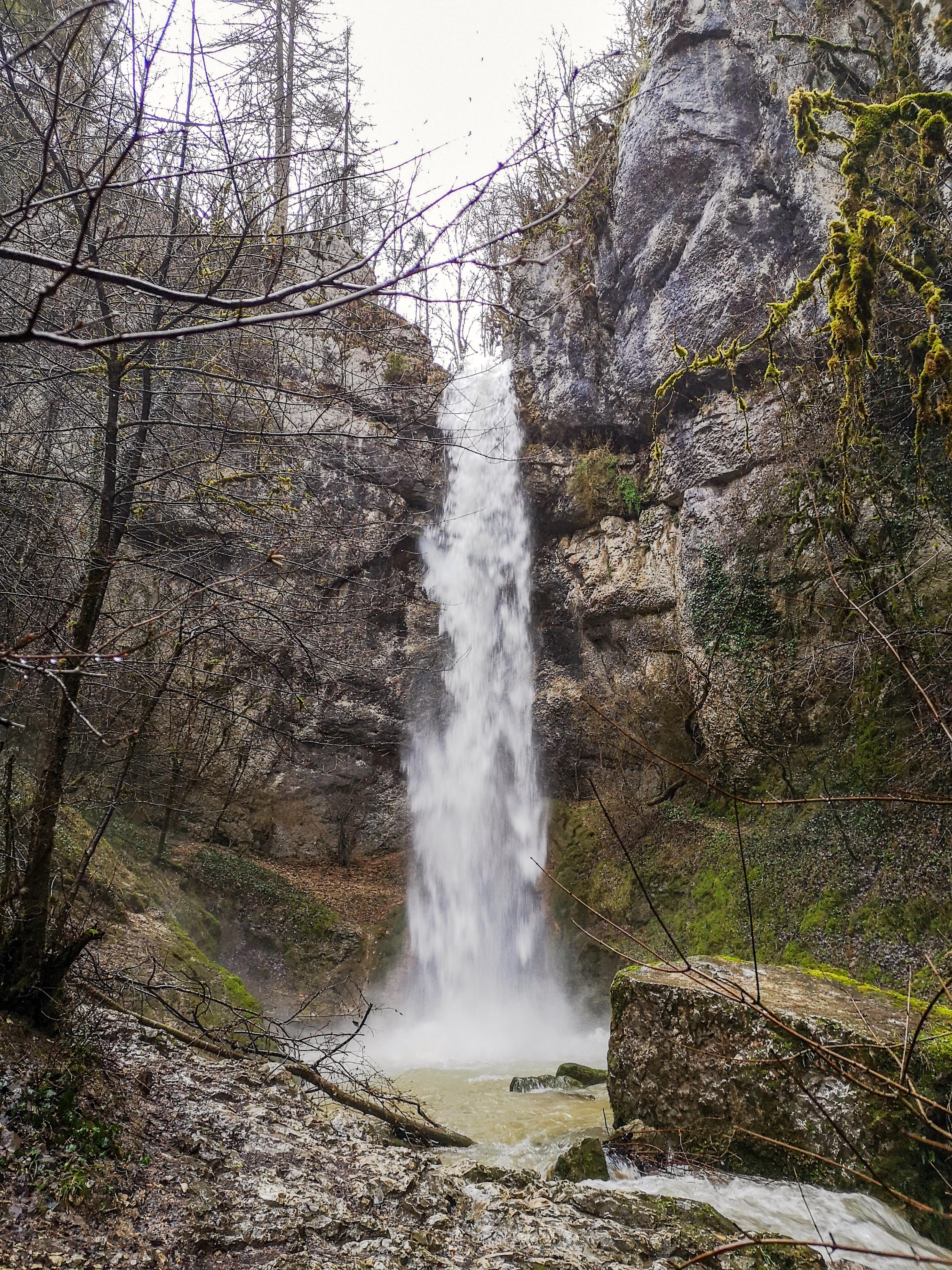
Cascade de la Quinquenouille